# Domieszkowanie

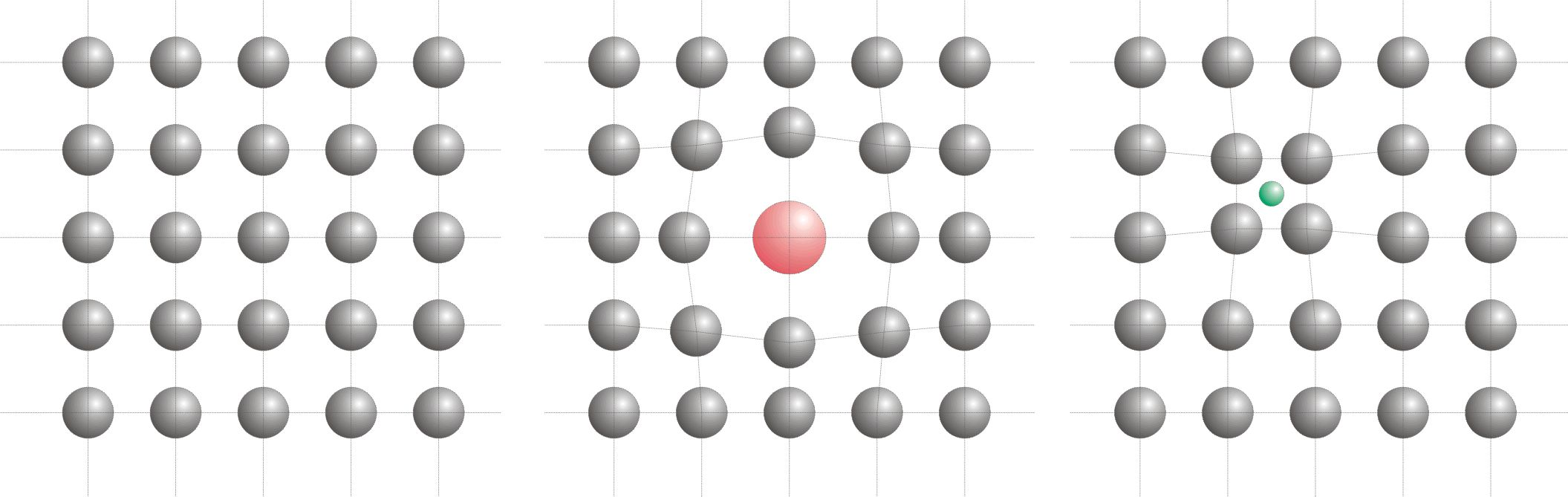
Sposób wbudowywania się domieszki w sieć krystaliczną

Domieszkowanie – wprowadzanie obcych jonów/atomów do sieci krystalicznej metalu, półprzewodnika lub materiału ceramicznego tworzących roztwory stałe. Domieszkowanie stosowane jest w celu modyfikacji wybranych właściwości materiału, np.: optyczne, elektryczne, magnetyczne czy mechaniczne. Ilość wprowadzanej domieszki nie przekracza zazwyczaj kilku procent atomowych (kilka atomów domieszki na 100 atomów sieci macierzystej).

## Położenie domieszki
Wprowadzana domieszka, w zależności od wielkości jonu/atomu, może wbudowywać się:
- w pozycje węzłowe atomów (jon/atom domieszki ma porównywalny promień jonowy/promień atomowy z atomem sieci macierzystej – domieszkowanie substycyjne),
- w pozycje międzywęzłowe (jon/atom domieszki ma promień jonowy/atomowy dużo mniejszy od promienia jonu/atomu sieci macierzystej – domieszkowanie międzywęzłowe).

W przypadku jonów/atomów o promieniu jonowych/atomowych dużo większym od promienia jonu/atomu sieci macierzystej, nie wbudowują się one do sieci krystalicznej materiału domieszkowanego – powstaje materiał wielofazowy a prawo Vegarda nie jest spełnione.

Położenie pasma donorowego i akceptorowego w stosunku do pasma przewodnictwa i pasma walencyjnego

## Rodzaje domieszkowania
W zależności od stosunku ilości elektronów walencyjnych domieszki do ilości elektronów walencyjnych podstawianego jonu/atomu rozróżnia się domieszkowanie:
- donorowe – jony/atomy wprowadzanej domieszki charakteryzują się wyższą wartościowością niż jon/atom podstawiany; w ten sposób w paśmie energii wzbronionej powstaje pasmo donorowe położone poniżej dna pasma przewodnictwa;
- akceptorowe – jony/atomy wprowadzanej domieszki charakteryzują się niższą wartościowością niż jon/atom podstawiany; w ten sposób w paśmie energii wzbronionej powstaje pasmo akceptorowe położone powyżej krawędzi pasma walencyjnego,
- jonami o tej samej wartościowości.